# Jennifer Jackson (cyclisme)
Jennifer Jackson, née le 20 février 1995 à Toronto, est une sportive canadienne. Elle commence sa carrière par le ski de fond, avant de se mettre au cyclisme où elle court en cyclo-cross, puis en VTT.

## Biographie
Jackson nait à Toronto mais grandit dans le comté de Simcoe, plus au nord. Elle pratique d'abord le ski de fond, où elle remporte, entre autres, trois titres de championne canadienne dans les catégories juniors et moins de 23 ans, ainsi qu'une médaille d'or sur le sprint aux Jeux du Canada d'hiver de 2015. En 2016 et 2017, elle représente le Canada aux championnats du monde de ski nordique juniors. Elle obtient plusieurs podiums lors de la Coupe Nord-Américaine de ski de fond 2015-2016 et remporte une manche la saison suivante à Canmore sur le 5 kilomètres. Parallèlement, elle étudie le génie mécanique à l'Université Lakehead. 
En 2017, elle se tourne vers le VTT et devient immédiatement championne du Canada de cross-country espoirs (moins de 23 ans). Pendant les mois d'hiver, elle pratique le cyclo-cross. En 2018 et 2019, elle termine deuxième du championnat du Canada de cyclo-cross et cinquième aux championnats panaméricains de cyclo-cross. Lors de la Coupe du monde de cyclo-cross 2019-2020, elle se classe parmi les 10 premières à Waterloo et Iowa City.
À partir de 2020, elle se concentre entièrement sur le VTT. En 2021 et 2023, elle devient championne du Canada de cross-country,. Fin 2023, elle remporte la médaille d'or aux Jeux panaméricains à Santiago du Chili. En 2024, elle remporte les titres nationaux, en cross-country, cross-country short track et cross-country marathon.

## Palmarès en VTT

### Coupe du monde
- Coupe du monde de cross-country 
  - 2023 : 27e du classement général
  - 2024 : 17e du classement général

- Coupe du monde de cross-country short track
  - 2023 : 35e du classement général
  - 2024 : 12e du classement général

### Jeux panaméricains
- Santiago 2023
  -  Médaillée d'or du cross-country

### Championnats du Canada
- 2017
  -  Championne du Canada de cross-country espoirs
- 2021
  -  Championne du Canada de cross-country
- 2022
  - 3e du cross-country
- 2023
  -  Championne du Canada de cross-country
  - 2e du cross-country short track
- 2024
  -  Championne du Canada de cross-country
  -  Championne du Canada de cross-country short track
  -  Championne du Canada de cross-country marathon

## Palmarès en cyclo-cross
- 2018-2019
  - 2e du championnat du Canada de cyclo-cross
  - 5e du championnat panaméricain de cyclo-cross
- 2019-2020
  - Jingle Cross #1, Iowa City
  - PTBOCX, Peterborough
  - 2e du championnat du Canada de cyclo-cross
  - 5e du championnat panaméricain de cyclo-cross